# Плешинци
Плешинци (болг. Плешинци) — село в Болгарии. Находится в Кырджалийской области, входит в общину Момчилград. Население составляет 40 человек.

## Политическая ситуация
В местном кметстве Врело, в состав которого входит Плешинци, должность кмета (старосты) исполняет Мюмюн Юмер Мюмюн (Движение за права и свободы (ДПС)) по результатам выборов правления кметства.
Кмет (мэр) общины Момчилград — Ердинч Исмаил Хайрула (Движение за права и свободы (ДПС)) по результатам выборов в правление общины.